# Coelotes sanoi
Coelotes sanoi là một loài nhện trong họ Amaurobiidae.
Loài này thuộc chi Coelotes. Coelotes sanoi được miêu tả năm 2009 bởi Nishikawa.